# Criminalità in Sudafrica
La criminalità in Sud Africa è caratterizzata da alti livelli di violenza. La maggiore concentrazione di tali crimini si hanno nelle maggiori metropoli quali Johannesburg, Durban, Città del Capo e Pretoria.
Secondo l'Independent Online molti emigranti sudafricani di alto profilo affermano che la criminalità è uno dei fattori che li spinge ad abbandonare il paese.

## Cause
Nel febbraio 2007, il Centro per gli studi sulla violenza e riconciliazione fu assunto dal governo sudafricano per sviluppare uno studio sulla natura dei crimini. Lo studio affermò che il paese è esposto ad alti livelli di violenza come risultato di diversi fattori, tra i quali:
- una diffusa cultura di criminalità e violenza, che spazia dal comune criminale a delle vere e proprie gang organizzate. Comunemente vengono usate armi da fuoco, tranne a Città del Capo, dove si è riscontrato l'uso prevalente di armi bianche. La "credibilità" all'interno di questa sottocultura criminale è legata alla disponibilità a ricorrere alla violenza estrema.
- L'alto livello di disuguaglianza, povertà, disoccupazione, esclusione sociale e marginalizzazione.[1]
- La vulnerabilità dei più giovani unita all'inadeguatezza di strutture adatte alla crescita e alla socializzazione dei bambini. Come risultato della povertà, delle condizioni di vita, dell'essere cresciuti senza genitori o senza le adeguate cure, diversi bambini sudafricani sono esposti al rischio di diventare criminali o comunque di compiere atti di violenza.[1]
- La normalizzazione della violenza. La violenza è vista come un mezzo necessario per risolvere i conflitti; inoltre gli uomini pensano che i comportamenti sessuali coercitivi nei confronti delle donne siano legittimati.[1]
- La dipendenza da un sistema di giustizia penale che è inadeguato in molte questioni, tra cui l'inefficienza e la corruzione.[1]